# Аматуку
Аматуку — острівець, який відноситься до Фунафуті, Тувалу, на якому розташований Морський навчальний інститут Тувалу. Дістатися Аматуку можна з Тенгако, півострова на північному кінці острівця Фонгафале.